# Rudolph Crasemann

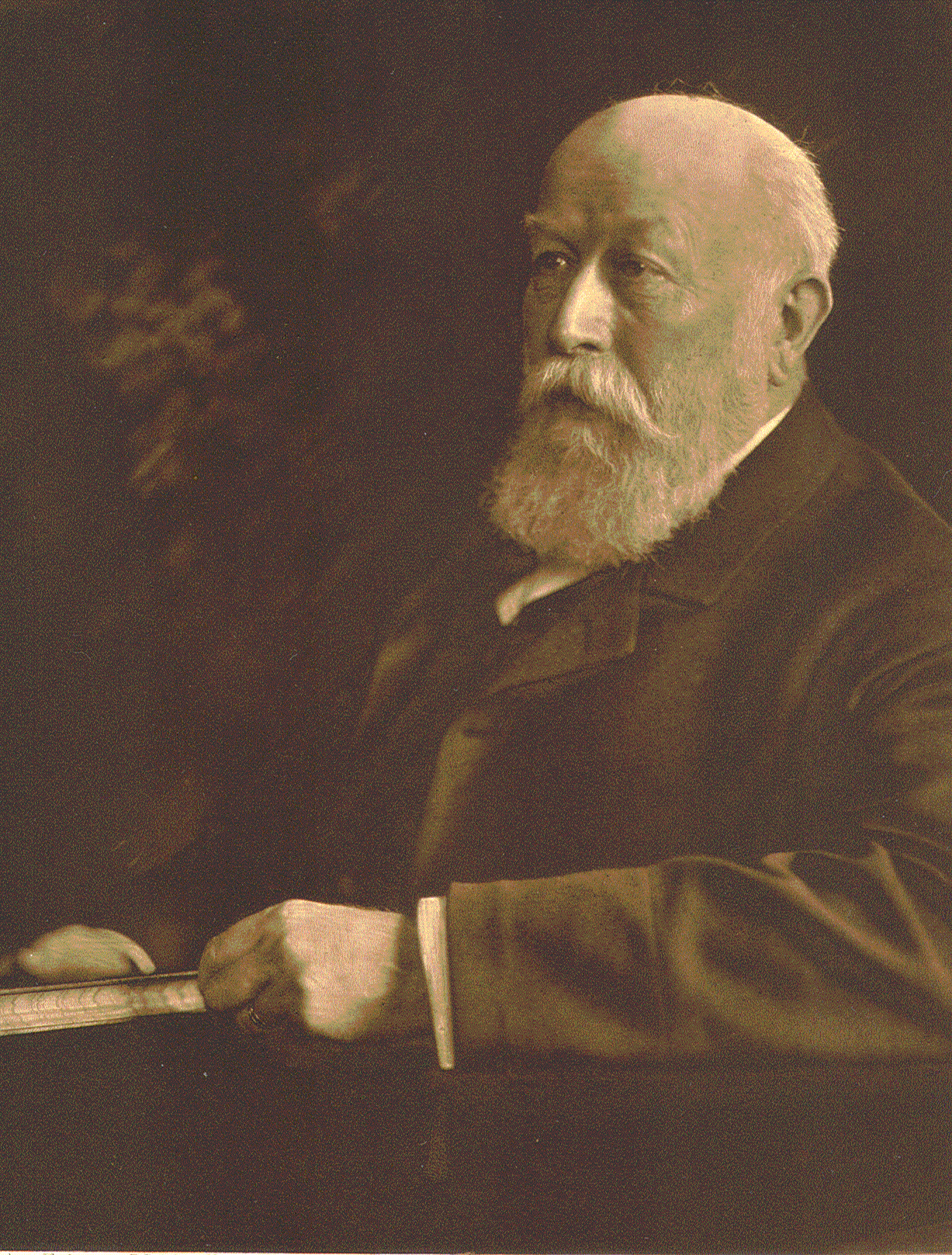
Crasemann 1905

Gustav August Rudolph Crasemann (* 14. August 1841 in Hamburg; † 24. November 1929 in Blankenese) war ein Hamburger Kaufmann und Abgeordneter.

## Leben
Crasemann war ein Sohn des Kaufmanns Claes Christian Crasemann. Er absolvierte eine kaufmännische Ausbildung in Hamburg und wurde anschließend in derselben Firma Kommis. Nachdem die Firma, in der er bisher tätig war, liquidiert worden war, gründete er 1861 zusammen mit Ernst Friedrich Stavenhagen die Firma Crasemann & Stavenhagen.
Die Firma wurde im Überseegeschäft sehr erfolgreich tätig. Für den 1875 verstorbenen Stavenhagen trat 1876 ein jüngerer Bruder Crasemanns in die Firma ein. 
Ab 1877 gehörte Crasemann der Commerzdeputation an, die er von Januar 1891 bis Januar 1895 und von Januar 1915 bis Januar 1917 als Präses leitete.
Crasemann war weiterhin vielfältig ehrenamtlich in verschiedenen Deputationen in Hamburg engagiert.
Von 1880 sowie von 1883 bis 1907 gehörte er der Hamburgischen Bürgerschaft an.
Crasemann war von 1909 bis 1912 Vizepräsident des Hansabundes und Leiter der Hamburger Niederlassung. Er war ein Gegner der geplanten Umwandlung des Kolonialinstituts zur Universität Hamburg.
Er gehörte dem Verwaltungsrat des Hauptverbandes der deutschen Flottenvereine im Ausland an. Von 1916 bis 1929 gehörte Crasemann dem Aufsichtsrat der Hypothekenbank in Hamburg an.